# Eurosia ludekingi
Eurosia ludekingi is een beervlinder uit de familie van de spinneruilen (Erebidae). De wetenschappelijke naam van de soort is voor het eerst geldig gepubliceerd in 1920 door van Eecke.
De soort is genoemd naar de ontdekker, de heer Everhardus Wijnandus Adrianus Lüdeking, officier van gezondheid bij het Nederlands leger in Nederlandsch-Indië.